# Gilles Andriamahazo
Gilles Andriamahazo, né le 5 mai 1919 à Fort-Dauphin, mort le 13 septembre 1989 à Antananarivo, est un général et un homme d'État malgache. À la suite de l'assassinat du président Richard Ratsimandrava, il est nommé président du Directoire Militaire de la République de Madagascar du 12 février au 15 juin 1975.

## Biographie
D'origine Merina, engagé dans l'armée française à la fin de ses études secondaires, il participe à la Seconde Guerre mondiale comme sous-officier au sein des Forces françaises libres après qu'un accord franco-britannique a placé l'île sous l'autorité de la France libre, le 14 décembre 1942. En 1944, il parfait sa formation à l'École militaire interarmes de Cherchell en tant qu'élève-officier. Affecté en Allemagne en 1945, il est promu sous-lieutenant en 1949.
Rentré à Madagascar en 1950 comme aide de camp du haut-commissaire Robert Bargues, il combat en Algérie et à Madagascar, avant de prendre le commandement d'une compagnie à Dreux.
Au moment de l'indépendance de Madagascar, en 1960, il regagne l'île avec le grade de commandant. Après un commandement à Tuléar, il rejoint l'état-major, où il s'élève rapidement jusqu'au grade de général de brigade en 1970. Il est alors nommé inspecteur général des forces armées et du service civique. Durant les événements de 1972, le président Tsiranana le nomme gouverneur militaire de la capitale, où il se distingue par son action modératrice.
Sous le régime militaire, il est nommé ministre de l'Aménagement du territoire (1972-1974). En qualité de ministre d'État, chargé de la coordination du gouvernement, il devient le 5 février 1975 le suppléant quasi-officiel du président, ainsi que le militaire le plus gradé, avec le retrait du général de division Ramanantsoa. La nuit même de l'assassinat du colonel Ratsimandrava, le 12 février 1975, un directoire militaire de dix-huit officiers émanant de toutes les armes des six provinces du pays et représentant toutes les tendances politiques, à l'exception du PSM et de l'extrême gauche, est créé afin de résoudre la crise politique. Celui-ci instaure la loi martiale, interdit toute activité politique et suspend les partis politiques. Officier le plus gradé du directoire, Andriamahazo prend sa tête et assume les fonctions de chef de l'État jusqu'au 15 juin 1975, date à laquelle le capitaine de frégate Didier Ratsiraka devient président du conseil suprême de la Révolution,.
Sous la IIe République, Gilles Andriamahazo est promu général de division (1975) et préside le comité militaire pour le développement, avant de prendre sa retraite en 1976. Il meurt d'une attaque cardiaque en 1989, à l'âge de 70 ans.

## Distinction
- Grand cordon de l'ordre national Malagasy